# Yannick Lebherz
Yannick Lebherz, né le 13 janvier 1989 à Darmstadt (Hesse), est un nageur allemand participant aux épreuves de dos et de quatre nages. Il est le fils de Thomas Lebherz.

## Carrière
Aux championnats d'Europe en petit bassin 2010, il est titré au 200 m dos et deuxième au 400 m quatre nages. Il participe ensuite à ces mêmes épreuves aux Jeux olympiques d'été de 2012 à Londres, mais ne réussit pas à atteindre la finale dans les deux cas. Aux championnats du monde en petit bassin 2012, il est médaillé de bronze au relais 4 × 200 m nage libre avec Paul Biedermann, Dimitri Colupaev et Christoph Fildebrandt.

## Palmarès

### Championnats du monde

#### En petit bassin
- Championnats du monde 2012 à Istanbul ( Turquie) :
  -  Médaille de bronze au titre du relais 4 × 200 m nage libre.

### Championnats d'Europe
Grand bassin
- Championnats d'Europe 2014 à Berlin ( Allemagne) :
  -  Médaille d'or au titre du relais 4 × 200 m nage libre

Petit bassin
- Championnats d'Europe 2010 à Eindhoven ( Pays-Bas) : 
  -  Médaille d'or du 200 m dos
  -  Médaille d'argent du 400 m quatre nages